# ماریان شوکلی
ماریان شوکلی (انگلیسی: Marian Shockley; ۱۰ اکتبر ۱۹۱۱ – ۱۴ دسامبر ۱۹۸۱) هنرپیشه اهل ایالات متحده آمریکا بود.